# Rhathymoscelis zikani
Rhathymoscelis zikani là một loài bọ cánh cứng trong họ Cerambycidae.